# Nokia N8
Nokia N8 är Nokias första kameramobil med 12–megapixelkamera och annonserades 27 april 2010 samt började säljas och levereras hösten 2010. Telefonen ingår i Nokias produktlinje Nseries som är smartphones.
Nokia N8 var vid annonseringen våren 2010 tillverkarens bästa kameramobil. Modellen är inte den första med en 12-megapixelkamera, eftersom bland annat Sony Ericsson Satio och Samsung Pixon 12 var före. Nokia själva påstod vid lanseringen av N8 att dess 12-megapixelsensor är den största, med fysiskt mått räknat, för en mobiltelefon. Varje pixel i kamerasensorn för N8 mäter 1,75 mikrometer vilket är betydligt mer än 1,4 mikrometer som är det vanliga för de flesta kameramobiler. 1,75 mikrometer är dock inget unikt då bland annat Apple Iphone 4 också har den specifikationen men för endast 5 megapixel. Som hjälp för mörkerfotografering finns en Xenon-blixt, något som tidigare har varit sällsynt från tillverkaren i äldre modeller (endast 6220 Classic och N82 har haft sådan blixt). Xenon-blixt finns även i kameramobiler från andra tillverkare.
För videoinspelningar är N8 den första Nokia-modellen som hanterar 720p, vilket innebär HD. N8 var dock inte första mobiltelefonen med videoinspelning i den upplösningen eftersom bland annat Sony Ericsson Vivaz var före. Eftersom N8 endast har en Xenon-blixt och ingen LED-fotolampa saknas möjlighet till belysning vid mörkerfilmning på kvällar, nätter och inomhus med dålig eller ingen belysning alls.
Bland övriga nyheter för att vara en Nokia-mobil erbjuder N8 för första gången en HDMI-utgång med stöd för 720p. Dessutom kan USB-porten i telefonen användas på liknande sätt som i en dator genom att agera "värd"-enhet (med en adapter) och inte enbart "slav"-enhet, vilket kallas för "USB on the go".
Under våren 2011 erbjöd Nokia även en N8-modell med rosa skal.

## Symbian-uppdateringar för Nokia N8
I slutet av 2010 meddelade Nokia att den tidigare roadmapen för Symbian med versionerna Symbian^4, Symbian^5 och så vidare skrotas. I stället skulle Symbian vidareutvecklas mer i stil med iOS.
Ursprungligen fanns Symbian^3 PR1.0 i Nokia N8. Under månaderna februari och mars 2011 släpptes PR1.1 och PR1.2 som bjöd på många osynliga nyheter men även att "ring-appen" fungerar i liggande läge. Uppdateringen PR2.0, även kallad Symbian Anna, med nyheter som qwerty-tangentbord i stående läge samt uppdaterad webbläsare planerades till slutet av augusti för Nokia N8.
Efter att Symbian Anna gjordes tillgänglig för Nokia N8 utlovades nästa Symbian-version för N8 kring slutet av 2011: Belle. Belle försenades och släpptes den 7 februari 2012. Belle-uppdateringen blev dock ej tillgänglig via mobiltelefonens egen systemuppdatering men däremot till Nokias persondator-baserade lösningar för systemuppdateringar av mobiltelefoner.

## Specifikationer
- Operativsystem: Symbian^3 (initialt), därefter Symbian Anna och Symbian Belle
- Processor: 680 MHz ARM11
- Grafikprocessor: Broadcom BCM2727 (stöd för OpenVG1.1 & OpenGL ES 2.0)
- RAM: 256 MB
- Telefonminne: 135 MB
- Masslagringsminne: 16 GB
- Minneskort: microSD (stöd för upp till 32 GB)
- Bildskärm: 3,5 tum kapacitiv pekskärm (360 × 640 pixlar, AMOLED)
- Mobilstandarder: GSM (med GPRS och EDGE) samt 3G (WCDMA och HSDPA). Max 10,2 Mbps ner och 2,0 Mbps upp.
- WLAN: 810.11b/g/n
- Bluetooth: v3.0 med A2DP
- USB: 2.0 (och stöd för USB on the go)
- Kamera (baksidan)
  - Stillbilder, upplösning: max 12 megapixel (4000 × 3000 pixlar)
  - Stillbilder, format: JPEG med EXIF-stöd
  - Stillbilder, egenskaper: Xenon-blixt och autofokus med mera.
  - Videoinspelning, upplösning: 720p @ 25 fps (1280 × 720 pixlar)
  - Videoinspelning, format: H.263, H.264 eller MPEG-4
  - Videoinspelning, egenskaper: digital zoom.
- Kamera (framsidan)
  - Stillbilder, upplösning: max 640 × 480 pixlar
  - Stillbilder, format: JPEG
  - Stillbilder, egenskaper:
  - Videoinspelning, upplösning: 176 × 144 pixlar @ 15 fps
  - Videoinspelning, format: H.263
  - Videoinspelning, egenskaper:
- Batteri, mAh: 1200
- Batteritider
  - Taltid (max): 12,0 timmar (2G) eller 5,8 timmar (3G)
  - Standby (max): 16–17 dagar (2G eller 3G)